# Homographe
Cet article possède un paronyme, voir homographie.
Ne doit pas être confondu avec Homophone.
 (août 2023).
- Si vous ne connaissez pas le sujet, laissez ce bandeau (vous pouvez alors contacter les auteurs).
- Si vous supprimez le contenu mis en cause (vous pouvez préalablement contacter les auteurs),

argumentez précisément cette suppression dans la page de discussion
(un manque de référence n'est pas un argument ; une recherche réelle de référence doit avoir été effectuée, être formellement documentée).
En linguistique, des mots homographes sont des mots qui s'écrivent de la même manière, tout en se prononçant ou non de façon différente. S'ils se prononcent de la même façon, ils sont alors également homophones. Homographes comme homophones font partie de la famille des homonymes. Le contraire de l'homographie est l'hétérographie.
Certains mots homographes se distinguent dans leur prononciation uniquement par la position de l'accent tonique. C'est le cas par exemple de mots néerlandais, où on les appelle dans ce cas klemtoonhomograaf ou klemtoonhomogram et où l'accent tonique peut alors être explicité au moyen d'accents aigus.

## Exemples

### Homographes
- Il se gare à la gare sans crier gare.
- Je vais d'abord te dire qu'il est d'abord agréable.
- On ne badine pas avec une badine.
- À Calais, je calais ma voiture.
- Cette dame dame le sol.
- Je ne pense pas qu'il faille relever la faille de son raisonnement.
- Le mousse gratte la mousse de la coque.
- Mets la poêle sur le poêle.
- Tu joues avec ses joues.
- Un avocat mange un avocat.
- Un bleu s'est fait un bleu.
- Rose arrose la rose rose.

### Homographes non homophones
- Nous portions nos portions.
- Les poules du couvent couvent.
- Mes fils ont cassé mes fils.
- Je vis ces vis.
- Cet homme est fier ; peut-on s'y fier ?
- Nous éditions de belles éditions.
- Je suis content qu'ils nous content cette histoire.
- Il convient qu'ils convient leurs amis.
- Ils ont un caractère violent et ils violent leurs promesses.
- Ces dames se parent de fleurs pour leur parent.
- Ils expédient leurs lettres ; c'est un bon expédient.
- Ils négligent leur devoir ; moi, je suis moins négligent.
- Ils résident à Paris chez le résident d'une ambassade étrangère.
- Ces cuisiniers excellent à composer cet excellent plat.
- Les poissons affluent d'un affluent de la rivière.
- Nous objections beaucoup de choses à vos objections.
- Nous nous oignons de purée d'oignons.
- Nous relations nos relations.
- Il est né à l'est.
- Tu as un as dans ton jeu.
- J'ai fait un nœud de chaise avec ce bout de bout.